# Hydatopsis jaspidaria
Hydatopsis jaspidaria là một loài bướm đêm trong họ Geometridae.